# Anwar Ahmad Khan
Anwar Ahmad Khan (nacido en 1947), más conocido como el Dr. A. A. Khan, es un físico indio. Fue vicerrector de la Universidad Ranchi de 2006 a 2011.

## Educación y vida tempranas
Nació en 1947 en Nauhatta, en el distrito de Saharsa. Obtuvo un M.Sc. de la Universidad de Patna en 1968 y un Ph.D. en electrónica en 1977.

## Carrera académica
Comenzó su carrera académica en 1969 como profesor de electrónica en la Universidad de Magadh. En 1978 se unió a la Universidad de Ranchi, donde pasó la mayor parte de su carrera académica, llegando a los cargos de Jefe del Departamento de Física, Vicerrector Pro en 2004, y Vicerrector de 2006 a 2011. También pasó diez años (desde 1983 hasta 1988 y desde 1990 hasta 1995) en el departamento de ingeniería eléctrica en la Universidad Rey Saúd (Arabia Saudí).